# 12 tháng 9
Ngày 12 tháng 9 là ngày thứ 255 (256 trong năm nhuận) trong lịch Gregory. Còn 110 ngày trong năm.

## Sự kiện
- 1683 – Liên quân Thần thánh gồm Ba Lan–La Mã Thần thánh và đồng minh giành thắng lợi quyết định trước đế quốc Ottoman trong trận Viên.
- 1784 – Thuyền buôn trà Scarborough của Công ty Đông Ấn Anh bị đắm tại một bãi đá trên biển Đông, bãi đá sau đó được đặt theo tên thuyền.
- 1890 – Harare được những người định cư thành lập, nay là thủ đô của Zimbabwe.
- 1942 – Chiến tranh thế giới thứ hai: Mở màn trận chiến đồi Edson trên đảo Guadalcanal giữa quân Đồng Minh và quân Nhật Bản.
- 1959 – Liên Xô phóng tàu vũ trụ Luna 2 lên Mặt Trăng từ sân bay vũ trụ Baykonur, Kazakhstan.
- 1962 - Tổng thống Mỹ John F. Kennedy phát biểu bài diễn văn "We choose to go to the Moon" tại Đại học Rice.
- 1982 – Một tuần trước kỷ niệm sinh nhật thứ 65 của mình, võ sĩ người Mexico El Santo thi đấu trận cuối cùng trong sự nghiệp.
- 1990 – Hai nước Đức và bốn cường quốc ký kết Hiệp ước 2 + 4 tại Moskva, mở đường cho tái thống nhất nước Đức.
- 2005 – Hong Kong Disneyland được mở cửa tại đảo Đại Nhĩ Sơn, Hồng Kông.
- 2013 – Tàu không gian Voyager 1 chính thức ra khỏi Hệ Mặt Trời sau 35 năm kể từ ngày phóng lên vũ trụ.
- 2023 - Vụ cháy chung cư mini ở Khương Hạ 2023 khiến 56 người tử vong.

## Sinh
- 1826 – Nguyễn Phúc Trinh Thận, phong hiệu Lại Đức Công chúa, công chúa con vua Minh Mạng (m. 1904)
- 1921 – Lưu Hữu Phước, một trong những nhạc sĩ tiên phong của tân nhạc Việt Nam (m. 1989)
- 1956 – Trương Quốc Vinh, ca sĩ, diễn viên, đạo diễn người Hồng Kông (m. 2003)
- 1969 - Minh Thuận, ca sĩ, diễn viên người Việt Nam (m. 2016)
- 1986 – 
  - Emmy Rossum, ca sĩ và nhạc sĩ người Mỹ
  - Dương Mịch, Diễn viên người mẫu người Trung Quốc
- 1989 – Độ Mixi, streamer, youtuber nổi tiếng hàng đầu, người Việt Nam
- 1994 – Kim Namjoon (nghệ danh: Rap Monster, sau này đổi thành RM), rapper, nhà sản xuất nhạc người Hàn Quốc, là thành viên nhóm nhạc BTS.
- 2005 – Nishimura Riki (nghệ danh: Niki), thành viên Nhật Bản của nhóm nhạc ENHYPEN

## Mất
- 984 – Phạm Cự Lạng, Đại tướng đời Đinh Tiên Hoàng (s. 944)
- 1851 – Nguyễn Thị Bảo, phong hiệu Tứ giai Thục tần, phi tần của vua Minh Mạng (s. 1801)
- 1989 – Vũ Khắc Khoan, nhà viết kịch Việt Nam, sinh năm 1917
- 2010 – Huỳnh Thới Tây, tướng lĩnh Quân lực Việt Nam Cộng hòa (s. 1932)
- 2017 – Thanh Tùng, tác giả bài thơ Thời hoa đỏ (1972) được Phú Quang phổ nhạc